# Lago Groß Tessiner
El lago Groß Tessiner (en alemán: Groß Tessinersee) es un lago situado en el distrito de Rostock, en el estado de Mecklemburgo-Pomerania Occidental (Alemania), a una altitud de 53 metros; tiene un área de 125 hectáreas.